# Anomis pyrotherma
Anomis pyrotherma är en fjärilsart som beskrevs av George Francis Hampson 1926. Anomis pyrotherma ingår i släktet Anomis och familjen nattflyn. Inga underarter finns listade i Catalogue of Life.